# Lauro De Marinis
Lauro De Marinis, znan pod umetniškim imenom Achille Lauro, italijanski pevec, raper in besedilopisec, *11. julij 1990.
Širši publiki je postal znan po nastopu na glasbenem festivalu Sanremo leta 2019 s pesmijo »Rolls Royce«, s katero se je uvrstil na deveto mesto. Nastopil je na Sanremu tudi naslednje leto s pesmijo »Me ne frego« ter se uvrstil na osmo mesto. Udeležil se je tudi Sanrema 2022 s pesmijo »Domenica«. Dne 19. februarja 2022 je zmagal na nacionalnem izboru San Marina za Pesem Evrovizije in tako postal predstavnik San Marina na tekmovanju za pesem Evrovizije 2022 s pesmijo »Stripper«.

## Zgodnje življenje
Lauro De Marinis se je rodil 11. julija 1990 v Veroni v Italiji. Njegov oče Nicola De Marinis je profesor in sodnik na vrhovnem kasacijskem sodišču. Odraščal je v Rimu in pri 14 letih živel pri svojem starejšem bratu Federicu, potem ko so se njegovi starši preselili v drugo mesto.

## Kariera

### Umetniško ime
Lauro De Marinis se je odločil, da bo njegovo umetniško ime Achille Lauro, saj so skozi vse otroštvo njegovo ime Lauro povezovali z Achillom Laurom. Achillo Lauro je bil italijanski politik in tudi lastnik istoimenske križarke, ki je bila leta 1985 ugrabljena ter leta 1994 potopljena.

### Sanremo 2019
Decembra 2018 so objavili, da bo Achille Lauro sodeloval na glasbenem festivalu v Sanremu 2019. S pesmijo »Rolls Royce« je v finalu zasedel 9. mesto. 

### Sanremo 2020
Decembra 2019 so objavili, da bo Achille Lauro drugič sodeloval na glasbenem festivalu v Sanremu 2020 s pesmijo »Me ne frego«. V finalu je zasedel 8. mesto.

### Sanremo in Una voce per San Marino 2022
Decembra 2021 so objavili, da bo Achille Lauro tretjič nastopil na glasbenem festivalu v Sanremu 2022 s pesmijo »Domenica«. Leta 2022 je tekmoval skupaj s Harlem Gospel Choir in končal na štirinajstem mestu.  Nekaj dni po koncu Sanrema je bilo objavljeno, da bo Achille Lauro sodeloval v finalu nacionalnega izbora za San Marino. Lauro je s pesmijo »Stripper« zmagal na izboru.  Lauro bo zastopal San Marino na tekmovanju za pesem Evrovizije 2022 v Torinu.

## Diskografija

### Studijski albumi
- »Achille Idol Immortale« (2014)
- »Dio c'è« (2015)
- »Ragazzi madre« (2016)
- »Pour l'amour« (2018)
- »1969« (2019)
- »1990« (2020)
- »1920« (2020)
- »Lauro« (2021)

### EP
- »Young Crazy« (2015)

### Pesmi
- »Amore mi« (2017)
- »Non sei come me« (2017)
- »Thoiry Remix« (skupaj z Gemitaiz, Quentin40 in Puritan) (2018)
- »Midnight Carnival« (skupaj z Gow Tribe and Boss Doms) (2018)
- »Ammò« (skupaj z Clementino and Rocco Hunt (2018)
- »Mamacita« (skupaj z Vins) (2018)

- »Rolls Royce« (2019)
- »C'est la vie« (2019)
- »1969« (skupaj z Boss Doms in Frenetik & Orang3) (2019)
- »Delinquente« (2019)
- »1990« (2019)
- »Me ne frego« (2019)
- »16 marzo« (2020)
- »Bam Bam Twist« (skupaj z Gow Tribe in Frenetik & Orang3) (2020)
- »Maleducata« (2020)
- »Jingle Bell Rock« (skupaj z Annalisa) (2020)
- »Solo noi« (2021)
- »Marilù« (2021)
- »Mille« (skupaj  s Fedez in Orietta Berti) (2021)
- »Io e te« (2021)
- »Domenica« (2021)
- »Stripper« (2021)